# Джонатан Франзен
Джонатан Франзен (англ. Jonathan Franzen; 17 серпня 1959 року, Вестерн-Спрінгс (Іллінойс)) — американський прозаїк і есеїст. 2001 року його третій роман «Коректури» (The Corrections) був відзначений Національною книжковою премією США (National Book Award).

## Біографія
Джонатан Франзен народився у Вестерн-Спрінгс, штат Іллінойс як наймолодший з трьох братів. Його батько Ерл Франзен був інженером-будівельником, мати Ірен — домогосподаркою. 1965 року сім'я переїхала до передмістя Сент-Луїса Вебстер-Гровс, штат Міссурі. З 1977 року Джонатан Франзен навчався в коледжі Свортмо, а 1981 року з відзнакою здобув ступінь бакалавра мистецтв з германістики. 2005 року коледж присудив йому почесний докторський ступінь. Закінчивши коледж, він поступив до Університету Людвіга Максиміліана (Мюнхен), а згодом, у рамках програми Фулбрайта навчався у Вільному університеті Берліна, тож він дуже добре володіє німецькою мовою.
1982 року Франзен повернувся до США й одружився з письменницею Валері Корнелл, з якою жив у крихітній квартирі неподалік від Кембриджа, штат Массачусетс. Заради заробітку влаштувався на вихідні в сейсмологічну лабораторію Департаменту наук про Землю і планети Гарвардського університету. 1994 року подружжя розлучилося.
1988 року з'явився друком перший роман Джонатана Франзена «Двадцять сьоме місто», написаний під впливом Томаса Пінчона. Хоча роман отримав декілька доброзичливих відгуків, він не знайшов широкої аудиторії. Другий роман «Сильний рух», опублікований 1992 року, пройшов непоміченим ні критиками, ні глядачами. Проте 1996 року Франзену вдалося продати права на свій майбутній роман «Коректури», запропонувавши видавництву «Farrar, Straus and Giroux» чернетку на 200 сторінок. Роман був опублікований 9 вересня 2001 року, безпосередньо перед терористичними атаками 11 вересня. Невдовзі стало зрозуміло, що цей роман став справжнім проривом Франзена, він привернув до себе увагу широких кіл читачів та критиків. До того ж Опра Вінфрі обрала роман Франзена для престижного «Книжкового клубу Опри», що зазвичай призводить до різкого збільшення продажів. Після того, як Франзен неоднозначно поставився до цієї номінації в одному з інтерв'ю, оскільки, на його думку, багато книжок книжкового клубу є «вузькими і одновимірними», Вінфрі відкликала запрошення до свого телевізійного шоу і натомість обговорила іншу книгу. Суперечка мала широке висвітлення у ЗМІ, де Франзен іноді зазнавав жорсткої критики за свої «зарозумілі» коментарі. Лише в 2010 році він все-таки з'явився в цьому шоу.
Відразу після публікації «Коректур» Франзен розпочав роботу над новим романом, проте невдовзі відклав усі чернетки. Замість нового роману в 2002 році він опублікував збірку есеїв «Як бути наодинці», а 2006 року — збірку автобіографічних оповідань «Зона дискомфорту», яка охоплює події від часів його дитинства і юності через життя і розлуку з дружиною до смерті батьків та часу після успіху «Коректур». У серпні 2010 року, після дев'яти років письменницької праці, з'явився його четвертий роман «Свобода», написаний частково в Берліні. Після того, як він надіслав попередній примірник Вінфрі, вона знову відібрала (цього разу за його прямої згоди) його книгу для свого книжкового клубу. Того ж року письменник став членом Академії мистецтв у Берліні.
У вільний час Франзен любить спостерігати за птахами. Зазвичай, у період, коли співають птахи, він встає вдосвіта, щоб почути їхній спів. Де б він не опинився, він завжди планує відвідини відомих місць гніздування птахів. Такими публікаціями, як «Остання пісня для перелітних птахів» у журналі National Geographic, він активно підтримує захист птахів.. 2015 року він був відзначений Фондом Євронатур за його прихильність до збереження природи.
З 1996 року Франзен живе в цивільному шлюбі з письменницею Кетрін Четкович на Верхньому Іст-Сайді в Нью-Йорку, а також поблизу Санта-Крус, штат Каліфорнія.

## Твори

### Романи
- Двадцять сьоме місто / The Twenty–Seventh City. New York: Farrar, Straus and Giroux. 1988.
- Сильний рух / Strong Motion. New York: Farrar, Straus and Giroux. 1992.
- Коректури / The Corrections (2001) (Farrar, Straus and Giroux)
- Свобода / Freedom (2010) (Farrar, Straus and Giroux)
- П'юриті / Purity (2015) (Farrar, Straus and Giroux)
- Перехрестя / Crossroads (2021) (Farrar, Straus and Giroux) (запланований рік публікації — 2021[11])

### Оповідання
- "Facts, " Fiction International 17:1, 1987[12]
- "Argilla Road, " Grand Street #39, 1991
- «Somewhere North of Wilmington». Blind Spot 8. (1996):116.
- «How He Came to Be Nowhere.» Granta 54 (1996):111–23
- «Chez Lambert.» The Paris Review 139 (1996): 29–41
- "On the Nordic Pleasurelines Fall Color Cruise, " Conjunctions, Spring 1998
- "The Failure, " The New Yorker, 5 July 1999.
- «At the Party for the Artists with No Last Name.» Blind Spot 14 (1999): n.pag.
- "The Fall, " folio in Harper's, April 2000
- «When the new wing broke away from the old mansion.» The Guardian. 25 March 2003: n.pag.
- «Breakup Stories.» The New Yorker. 6 October. 2004.: 85–99
- «Two's Company.» The New Yorker. 23 May 2005.: 78–81
- «Good Neighbors.» The New Yorker. 8 June 2009.: n.pag.
- «Agreeable.» The New Yorker. 31 May 2010: n. pag.
- "Ambition, " McSweeney's 37, 2011
- «The Republic of Bad Taste.» The New Yorker. 8 June 2015: n.pag.

### Нон-фікшн
- How to Be Alone 2002 (есе)
- The Discomfort Zone 2006 (спогад)
- Farther Away 2012 (есе)
- A Critic at Large: A Rooting Interest. The New Yorker. 88 (1): 60—65. February 13–20, 2012.
- Carbon capture : has climate change made it harder for people to care about conservation?. Dept. of the Environment. The New Yorker. 91 (7): 56—65. 6 квітня 2015.[13]
- The Best American Essays 2016 2016 (Guest Editor) ISBN 9780544812109
- The End of the End of the World. Our Far–Flung Correspondents. The New Yorker. 92 (15): 44—55. 23 травня 2016.
- The End of the End of the Earth 2018 (essays)
- Why Birds Matter. National Geographic. 233 (1): 32—43. January 2018.
- «What If We Stopped Pretending» [Архівовано 15 листопада 2020 у Wayback Machine.] The New Yorker September 2019

## Українські переклади
- Джонатан Франзен. Свобода. Пер. з англ. Антоніни Івахненко. — Харків: Фоліо, 2012 — 447 с.
- Джонатан Франзен. П'юріті. Пер. з англ. О. Сминтина. — Харків: Фоліо, 2017 — 688 с.

## Премії та нагороди
- 2001: Національна книжкова премія[14]
- 2013: Премія з літератури від газети «DIe Welt»[15][16]
- 2015: Премія EuroNatur за прихильність до захисту птахів[10][17]
- 2017: Премія Франка Ширрмахера[18]

## Почесне членство
- З 2010 року: Академія мистецтв у Берліні
- З 2012 року: Американська академія мистецтв та літератури
- З 2019 року: Американська академія мистецтв і наук